# Daverden
Daverden (plattdeutsch Dabern) liegt ca. 30 km südöstlich von Bremen und gehört zum Flecken Langwedel im Landkreis Verden in Niedersachsen.
Am 1. Juli 1972 wurde Daverden bei der Gebietsreform in Niedersachsen in den Flecken Langwedel eingegliedert.

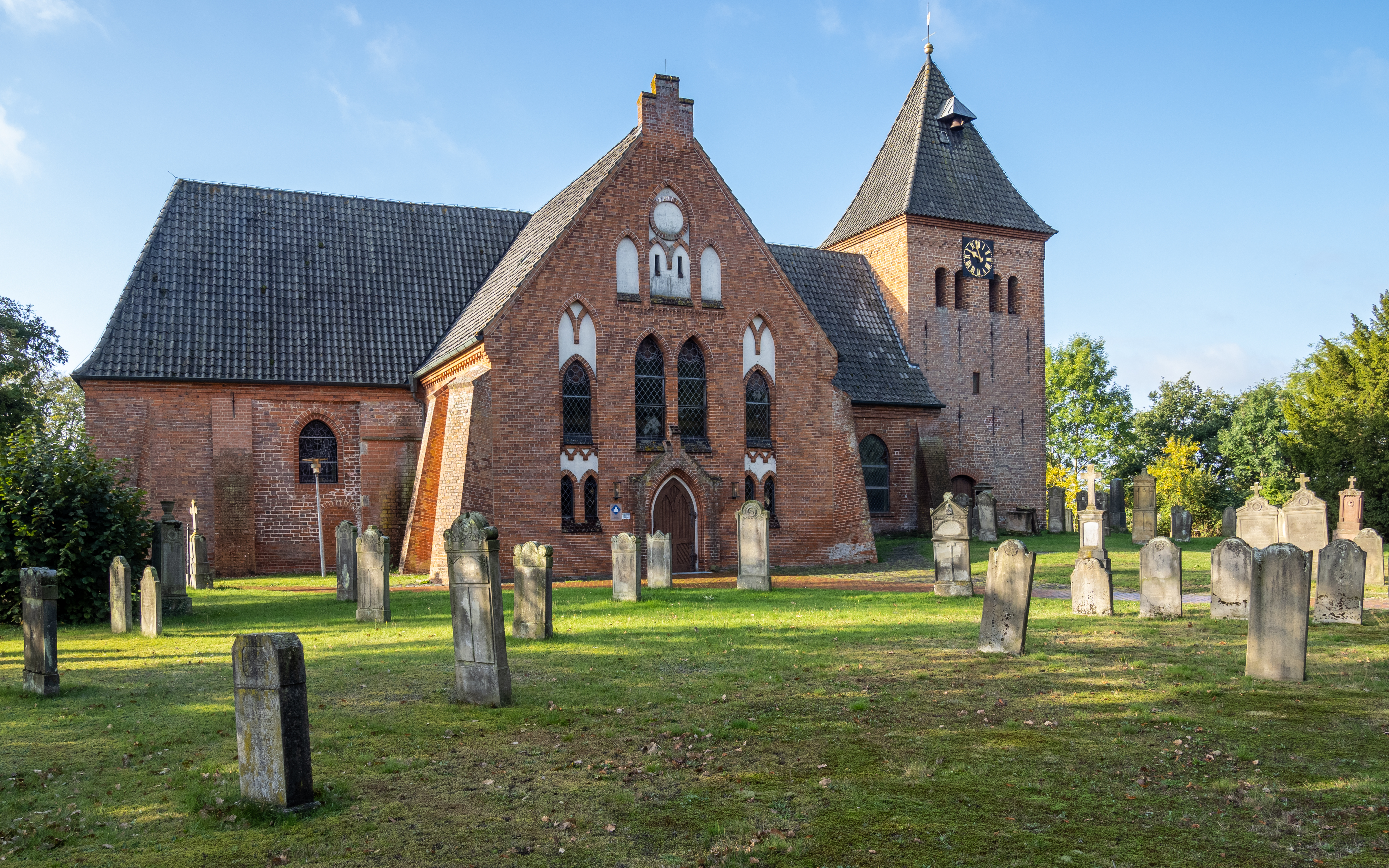
St. Sigismund Kirche mit Friedhof in Daverden

Im Ort, auf dem Geestrücken, steht die auf das Ende des 12. Jahrhunderts zurückgehende gedrungene Backsteinkirche St. Sigismund.

## Wirtschaft und Verkehr
Daverden grenzt direkt westlich an das alte Zentrum Langwedels an und besitzt eine gute Infrastruktur mit Schulen, Gastronomie und Geschäften. Nördlich befindet sich die  A 27 mit dem Rasthof Langwedel-Daverden. An diesen anschließend ist im Jahr 2011 eine Autobahnabfahrt eingerichtet worden. Durch das Ortsgebiet verläuft außerdem die Bahnstrecke Bremen-Hannover. Aufgrund der Nähe des Bahnhofes Langwedel besteht in Daverden jedoch kein eigener Haltepunkt.

## Söhne und Töchter der Gemeinde
- Karl-Eddi Armgort (1925–2011), deutscher Politiker (SPD), MdBB
- Karin Garling (* 1959), deutsche Politikerin (SPD), MdBB